# Iravadia angulata
Iravadia angulata is een slakkensoort uit de familie van de Iravadiidae. De wetenschappelijke naam van de soort is voor het eerst geldig gepubliceerd in 1956 door Charles Francis Laseron.